# اویزدتس (ناحیه میلنیک)
اویزدتس (به چکی: Újezdec) یک منطقهٔ مسکونی در جمهوری چک است که در ناحیه میلنیک واقع شده‌است. اویزدتس ۲٫۳۶ کیلومتر مربع مساحت و ۱۰۵ نفر جمعیت دارد و ۱۷۳ متر بالاتر از سطح دریا واقع شده‌است.